# هيئة الأوراق المالية والأسواق الأوروبية
هيئة الأوراق المالية والأسواق الأوروبية (بالإنجليزية: European Securities and Markets Authority)‏ المعروفة اختصاراً بـ ESMA هي هيئة مستقلة تابعة للاتحاد الأوروبي مقرها في العاصمة الفرنسية باريس.
حلت الهيئة محل لجنة منظمي الأوراق المالية الأوروبية (CESR) في 1 كانون الثاني / يناير 2011. وهي واحدة من ثلاث سلطات إشرافية أوروبية جديدة تم إنشاؤها داخل النظام الأوروبي للرقابة المالية.

## لمحة عامة
تعمل الهيئة في مجال التشريعات واللوائح الخاصة بالأوراق المالية لتحسين أداء الأسواق المالية في أوروبا، وتعزيز حماية المستثمرين والتعاون بين السلطات الوطنية المختصة.
الفكرة وراء الهيئة هي إنشاء "هيئة لمراقبة الأسواق المالية على مستوى الاتحاد الأوروبي". تتمثل إحدى مهامها الرئيسية في تنظيم وكالات التصنيف الائتماني. في العام 2010، تعرضت وكالات التصنيف الائتماني لانتقادات بسبب الافتقار إلى الشفافية في تقييماتها واحتمال تضارب المصالح. في الوقت نفسه، أصبح تأثير تصنيف الديون كبير ليس فقط على مستوى الشركات والبنوك ولكن أيضًا على مستوى الدول.
في أكتوبر 2017، نظمت الهيئة مؤتمرها الأول الذي عقد في باريس، حيث ناقش الحدث القضايا الحاسمة للأسواق المالية الأوروبية بمشاركة 350 شخص.

### تدابير الهيئة للتدخل في المنتج
في 1 أغسطس 2018، طبقت الهيئة مجموعة من قيود التداول المعدلة فيما يتعلق بعقود الفرق (CFDs) والمراهنة على فروق الأسعار ‏ لعملاء التجزئة. كان التغيير الأكثر أهمية هو أنه سيتم حظر الخيارات الثنائية تماماً، في حين أن الرافعة المالية للعقود مقابل الفروقات التي يمكن لعملاء التجزئة التداول بها ستقتصر على 30:1 و 2:1، اعتمادًا على تقلب الأصول الأساسية المتداولة. تم تطبيق هذه القيود على المتداولين المصنفين كمستثمرين أفراد فقط. تم استثناء المتداولين المتمرسين الذين يندرجون تحت فئة العملاء المحترفين. وهذا يعني أيضًا أن العملاء المحترفين لم يتلقوا نفس مستوى الحماية الذي يتلقاه مستثمري التجزئة. فُرضت هذه القيود في البداية كإجراء مؤقت، وفي 1 فبراير 2019 تم تمديدها لمدة ثلاثة أشهر أخرى. في 31 يوليو 2019، أعلنت الهيئة أنها لن تجدد القيود بعد انتهاء صلاحيتها في 1 أغسطس 2019، حيث تمكنت جميع الدول الأعضاء في الاتحاد الأوروبي من تنفيذ قيود مماثلة على المستوى الوطني.

## أنظر أيضاً
- اتحاد أسواق رأس المال
- الاتحاد المصرفي
- السلطات الإشرافية الأوروبية
- الهيئة المصرفية الأوروبية
- الهيئة الأوروبية للتأمين والمعاشات المهنية